# Dark Ships
Dark Ships is het eerste muziekalbum dat onder de eigen naam van Jan Schelhaas is verschenen. Schelhaas werkte jarenlang in de muziek, onder andere bij Caravan en Camel. Na verloop van tijd verdween Schelhaas muzikaal geheel uit het zicht, maar in 2008 kwam dit album onverwacht uit. Het album is opgenomen, gemixt en geproduceerd door Schelhaas zelf.

## Musici
- Jan Schelhaas – alle instrumenten behalve
- Jimmy Hastings – dwarsfluit, sopraansaxofoon en
- Doug Boyle – gitaar

## Composities
Allen van Schelhaas

| Nr. | Titel                   | Duur |
| --- | ----------------------- | ---- |
| 1.  | Dark ships              |      |
| 2.  | Red sky at morning      |      |
| 3.  | Sails in the sun        |      |
| 4.  | True blue               |      |
| 5.  | Holy voices             |      |
| 6.  | Nothing on Earth        |      |
| 7.  | The voyage of Doby Mick |      |
| 8.  | Going to Shanghai       |      |
| 9.  | Silent solos            |      |
| 10. | Dolphins and oceans     |      |
| 11. | The coast of Peru       |      |
| 12. | Soon be dreaming        |      |